# Cyneburh, Cyneswitha i Tibba
Cyneburh, Cyneswitha i Tibba (també escrit: Kyneburga, Kyneswide) van ser tres santes que van viure al segle vii, venerades conjuntament el 6 de març. Les dues primeres eren germanes, filles del rei pagà Penda de Mèrcia, i Tibba era cosina d'elles. Les tres van ser abadesses del convent de castor i van estar enterrades a la catedral de Peterborough. Les seves relíquies es van perdre durant l'època d'Enric VIII, per la seva política contrària a la veneració de relíquies. Cyneburgh és sobre la qual hi ha més informació i va ser reina consort de Deira; però cal no confondre-la amb una altra dama del mateix nom, que va ser esposa del rei Osvald de Northúmbria. Tibba era la santa patrona dels falconers.

## Cyneburh i Cyneswitha
Cyneburgh (morta vers el 680) (també escrit Kyneburga o Kinborough) va ser la filla gran del rei Penda de Mèrcia. Encara que el pare es va mantenir fidel a les creences religioses paganes pròpies dels seus avantpassats, relacionades amb la mitologia germànica, ella i les seves germanes es van convertir al cristianisme. Segons diu Beda, Penda va tolerar que es prediqués la fe cristiana al seu reialme. El rei no tan sols ho va permetre sinó que sentia menyspreu pels falsos conversos, els que deien que acceptaven les creences dels cristians però després actuaven en contra de Déu. La mare es deia Cyneswise. Es creu que Tibba era una parent que es va criar amb Cyneburh i Cyneswitha com a germana.
Cyneburgh es va casar amb Alhfrith de Deira, rei vassall de Northúmbria, un home cristià preocupat per temes eclesiàstic, que va estar involucrat en la convocatòria del sínode de Whitby el 664. Al mateix temps el seu germà, Peada, es va casar amb Alhflaed, germana d'Alhfrith; es tractava d'un doble matrimoni per suavitzar les tenses relacions entre aquests regnes rivals. Malgrat tot va haver una guerra dos anys després en què el pare de Cyneburgh va morir. En una data desconeguda, el marit de Cyneburh va marxar de pelegrí a Roma i ella va se'n va anar a Castor, un lloc que pertanyia al Soke de Peterborough on hi havia un monestir de frares i, al costat en va fundar un per a monges. Cyneburgh va esdevenir abadessa i després hi van ingressar Cyneswide i Tibba.
Cyneswide va succeir Cyneburgh en el càrrec i després en va ser abadessa Tibba.
Cyneburgh va ser una de les signants, juntament amb el seu germà Wulfhere, de la carta de fundació de l'abadia de Burh, datada el 664, segons consta en el Monasticon, escrit per l'historiador William Dugdale. L'abadia de Burh, es va dedicar després a l'advocació de sant Pere i va passar a ser coneguda com l'abadia de Peterborough. Cyneburh va morir el 15 de setembre del 680. Després de morta, els monjos de Peterborough la van considerar santa, i la veneraven cada 6 de març, segons s'ha vist en els antics calendaris que hi feien servir i en una secció del saltiri. El 963 el seu cos i el de les seves germanes va ser traslladat de Castor a l'abadia de Peterborough, que ara és una catedral, juntament amb Cyneswitha i Tibba, que també van ser venerades. Les restes de les tres santes van ser traspassades a l'abadia de Thorney temps després, on consta que eren venerades conjuntament el 6 de març.

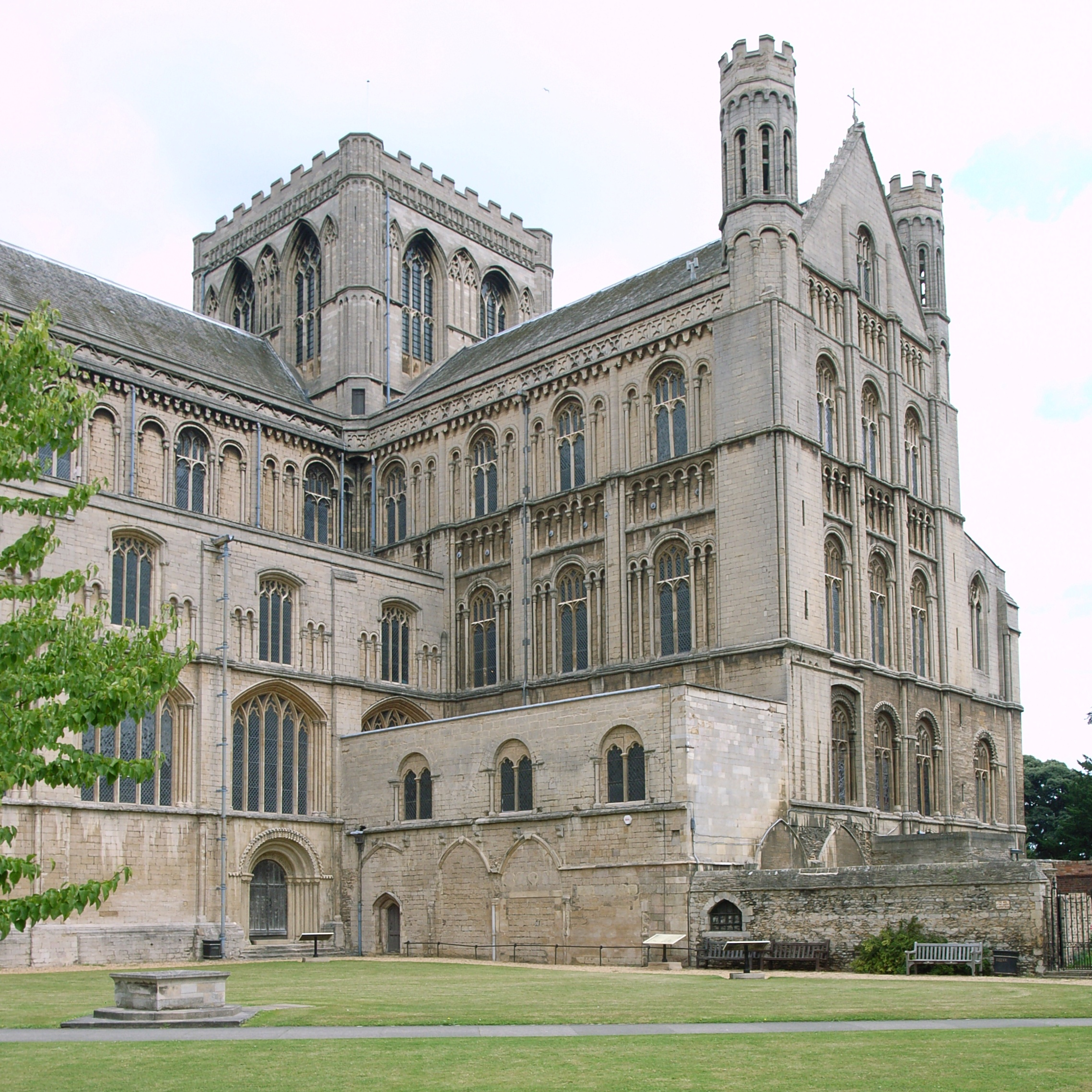
Catedral de Peterborough, on van estar enterrades les tres santes.

Cyneburgh té una capella dedicada a la catedral de Peterborough, una església parroquial que data del segle xii a Castor, en aquesta vila també hi ha un camí que porta el seu nom Lady Conyburrow’s Way , una font natural dita Kimberwell spring, a Bedfordshire. Hi ha dues viles que porten el seu nom: Kimberley, una a Norfolk i l'altra a West Yorkshire.
Cal no confondre-la amb una altra dama del mateix nom, Kyneburg, que va ser esposa del rei Osvald de Northúmbria.

## Tibba
Tibba, escollida santa patrona dels falconers, es creu que va viure a Ryhall, al comtat de Rutland, al segle VII. L'abat Ælfsige (1006–1042) va traslladar les seves restes mortals a l'abadia de Peterborough, en un afany de col·leccionar relíquies. Segons la llegenda, santa Tibba era neboda del rei Penda. En la nau lateral de la banda oest de l'església de Ryhall encara es poden veure les restes d'una petita ermita que ella va fundar.
En un llibre del segle xix, s'esmenta una font sagrada que hi havia a Ryhall, que la gent relacionava amb santa Tibba, però el lloc exacte no s'ha pogut identificar. El mateix passa amb una altra font relacionada amb santa Ebba, parent de Tibba.